# Mademoiselle Dafné
Mademoiselle Dafné est une nouvelle de Théophile Gautier parue le 1er avril 1866 dans la Revue du XIXe siècle.

## Résumé
Mlle Dafné de Boisfleury, née Mélanie Tripier, a disparu du "monde" de Paris. On la retrouve à Rome, dans la villa Pandolfi, où elle reçoit quelques hôtes dont le prince Lothario...

## Éditions
- 1866 : Mademoiselle Dafné de Montbriand. Eau-forte dans la manière de Piranèse, feuilleton dans la Revue du XIXe siècle de Arsène Houssaye.
- 1872 : Le Prince Lothario,  feuilleton dans La Gazette de Paris de Arsène Houssaye.
- 1881 : Mademoiselle Dafné,  parution en volume chez Charpentier